# Răzvan Raț
Răzvan Dincă Raț (Piatra-Olt, 26 maggio 1981) è un ex calciatore rumeno, di ruolo difensore.

## Caratteristiche tecniche
Terzino sinistro in possesso di discrete capacità balistiche, in grado di fornire - grazie alla propria versatilità, che gli consente di essere impiegato da ala o da vertice basso in mediana - più soluzioni al proprio allenatore.
Efficace ad affrontare il diretto avversario in fase di non possesso grazie alla propria fisicità, non disdegna lanciarsi in profondità per cercare il cross verso i compagni.

## Carriera

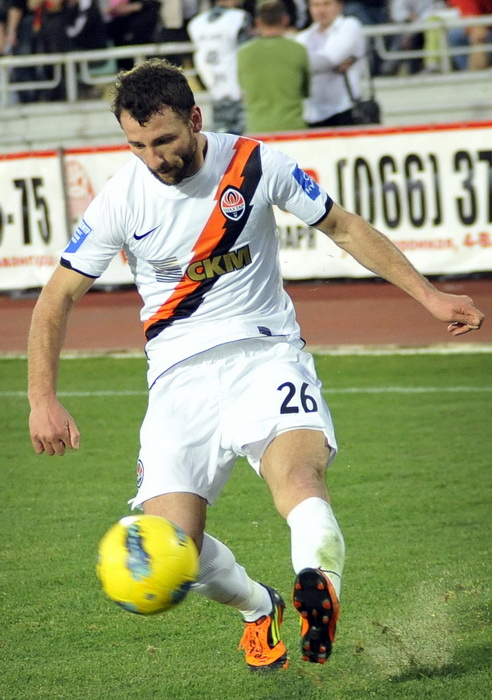
Raț allo Shakhtar

### Club
Inizia la carriera nel Rapid Bucarest; dopo essere stato in prestito per sei mesi nel Bacău, ritorna al Rapid dove vince la Coppa di Romania nel 2002 e il campionato rumeno nel 2002-2003.
Sempre nello stesso anno firma per lo Šakhtar, squadra di Vyšča Liha, con cui vince sette campionati ucraini, cinque Coppe d'Ucraina e, nel 2009, la Coppa UEFA.
Dal 1º luglio 2013 veste la maglia del West Ham United. Il 31 gennaio 2014 rescinde il suo contratto con gli Hammers, dopo che quest'ultimo hanno messo sotto contratto Pablo Armero. Il 13 febbraio seguente si accasa al Rayo Vallecano.
Dopo 6 mesi in Spagna si trasferisce al PAOK in Grecia, con cui sigla un contratto biennale. Tuttavia, dopo un solo anno in cui ha realizzato 3 reti, fa ritorno al Rayo Vallecano.

### Nazionale
Dopo avere giocato con la selezione rumena Under-21 (di cui è stato capitano), ha debuttato in nazionale maggiore il 13 febbraio 2002 in un'amichevole persa 2-1 contro la Francia in cui ha disputato i primi 45 minuti. Diventato sin da subito un cardine della squadra (oltre che capitano), da cui è stato convocato per gli Europei del 2008 in Austria e Svizzera e per quelli del 2016 in Francia.
Dopo l'Europeo francese ha lasciato la nazionale, con cui ha collezionato 113 presenze, impreziosite da 2 gol, entrambi in amichevole contro Germania (vinta 5-1) e Albania (0-1).

## Statistiche

### Presenze e reti nei club
Statistiche aggiornate al 21 gennaio 2017.
| Stagione              | Squadra               | Campionato            | Campionato | Campionato | Coppe nazionali | Coppe nazionali | Coppe nazionali | Coppe continentali | Coppe continentali | Coppe continentali | Altre coppe | Altre coppe | Altre coppe | Totale | Totale |
| Stagione              | Squadra               | Comp                  | Pres       | Reti       | Comp            | Pres            | Reti            | Comp               | Pres               | Reti               | Comp        | Pres        | Reti        | Pres   | Reti   |
| --------------------- | --------------------- | --------------------- | ---------- | ---------- | --------------- | --------------- | --------------- | ------------------ | ------------------ | ------------------ | ----------- | ----------- | ----------- | ------ | ------ |
| 1998-1999             | Rapid Bucarest        | Liga I                | 3          | 0          | CR              | 0               | 0               | CU                 | 0                  | 0                  | -           | -           | -           | 3      | 0      |
| 1999-2000             | Rapid Bucarest        | Liga I                | 20         | 1          | CR+CdL          | 2+0             | 0               | UCL                | 0                  | 0                  | -           | -           | -           | 15     | 1      |
| 2000-gen. 2001        | Rapid Bucarest        | Liga I                | 5          | 0          | CR              | 3               | 0               | CU                 | 1                  | 0                  | -           | -           | -           | 9      | 0      |
| gen.-giu. 2001        | Bacău                 | Liga I                | 14         | 2          | CR              | -               | -               | -                  | -                  | -                  | -           | -           | -           | 14     | 2      |
| 2001-2002             | Rapid Bucarest        | Liga I                | 27         | 1          | CR              | 3               | 1               | CU                 | 3                  | 0                  | -           | -           | -           | 33     | 2      |
| 2002-2003             | Rapid Bucarest        | Liga I                | 27         | 2          | CR              | 2               | 0               | CU                 | 4                  | 0                  | SR          | 1           | 0           | 34     | 2      |
| Totale Rapid Bucarest | Totale Rapid Bucarest | Totale Rapid Bucarest | 82         | 4          |                 | 10              | 1               |                    | 8                  | 0                  |             | 1           | 0           | 101    | 5      |
| 2003-2004             | Šachtar               | VL                    | 27         | 1          | KU              | 6               | 0               | UCL                | 4+2                | 0                  | -           | -           | -           | 39     | 1      |
| 2004-2005             | Šachtar               | VL                    | 20         | 2          | KU              | 5               | 0               | UCL+CU             | 6+4                | 0                  | SU          | 1           | 0           | 36     | 2      |
| 2005-2006             | Šachtar               | VL                    | 17         | 0          | KU              | 2               | 0               | UCL+CU             | 2+8                | 0                  | SU          | 1           | 0           | 30     | 0      |
| 2006-2007             | Šachtar               | VL                    | 14         | 0          | KU              | 3               | 0               | UCL+CU             | 8+1                | 0                  | SU          | 1           | 0           | 27     | 0      |
| 2007-2008             | Šachtar               | VL                    | 20         | 2          | KU              | 4               | 1               | UCL                | 10                 | 0                  | SU          | 1           | 0           | 35     | 3      |
| 2008-2009             | Šachtar               | PL                    | 17         | 0          | KU              | 2               | 1               | UCL+CU             | 5+8                | 0                  | SU          | 1           | 0           | 33     | 1      |
| 2009-2010             | Šachtar               | PL                    | 18         | 1          | KU              | 2               | 0               | UCL+UEL            | 2+8                | 0                  | SU          | 1           | 0           | 31     | 1      |
| 2010-2011             | Šachtar               | PL                    | 17         | 0          | KU              | 1               | 0               | UCL                | 9                  | 1                  | SU          | 1           | 1           | 28     | 2      |
| 2011-2012             | Šachtar               | PL                    | 8          | 0          | KU              | 3               | 0               | UCL                | 4                  | 0                  | SU          | 0           | 0           | 13     | 0      |
| 2012-2013             | Šachtar               | PL                    | 16         | 0          | KU              | 1               | 0               | UCL                | 8                  | 0                  | SU          | 1           | 0           | 26     | 0      |
| Totale Šachtar        | Totale Šachtar        | Totale Šachtar        | 174        | 6          |                 | 29              | 2               |                    | 89                 | 1                  |             | 8           | 1           | 300    | 10     |
| 2013-gen. 2014        | West Ham              | PL                    | 15         | 0          | FACup+CdL       | 0+5             | 0               | -                  | -                  | -                  | -           | -           | -           | 20     | 0      |
| gen.-giu. 2014        | Rayo Vallecano        | PD                    | 10         | 0          | CR              | -               | -               | -                  | -                  | -                  | -           | -           | -           | 10     | 0      |
| 2014-2015             | PAOK                  | SL                    | 25+5       | 3          | CG              | 2               | 0               | UEL                | 7                  | 0                  | -           | -           | -           | 39     | 3      |
| ago. 2015             | PAOK                  | SL                    | 0          | 0          | CG              | 0               | 0               | UEL                | 2                  | 0                  | -           | -           | -           | 2      | 0      |
| Totale PAOK           | Totale PAOK           | Totale PAOK           | 25+5       | 3          |                 | 2               | 0               |                    | 9                  | 0                  |             | -           | -           | 41     | 3      |
| ago. 2015-2016        | Rayo Vallecano        | PD                    | 10         | 0          | CR              | 0               | 0               | -                  | -                  | -                  | -           | -           | -           | 10     | 0      |
| 2016-2017             | Rayo Vallecano        | SD                    | 14         | 0          | CR              | 0               | 0               | -                  | -                  | -                  | -           | -           | -           | 14     | 0      |
| Totale Rayo Vallecano | Totale Rayo Vallecano | Totale Rayo Vallecano | 34         | 0          |                 | 0               | 0               |                    | -                  | -                  |             | -           | -           | 34     | 0      |
| Totale carriera       | Totale carriera       | Totale carriera       | 344+5      | 15         |                 | 46              | 3               |                    | 106                | 1                  |             | 9           | 1           | 510    | 20     |

### Cronologia presenze e reti in nazionale
| Cronologia completa delle presenze e delle reti in nazionale ― Romania | Cronologia completa delle presenze e delle reti in nazionale ― Romania | Cronologia completa delle presenze e delle reti in nazionale ― Romania | Cronologia completa delle presenze e delle reti in nazionale ― Romania | Cronologia completa delle presenze e delle reti in nazionale ― Romania | Cronologia completa delle presenze e delle reti in nazionale ― Romania | Cronologia completa delle presenze e delle reti in nazionale ― Romania | Cronologia completa delle presenze e delle reti in nazionale ― Romania |
| Data                                                                   | Città                                                                  | In casa                                                                | Risultato                                                              | Ospiti                                                                 | Competizione                                                           | Reti                                                                   | Note                                                                   |
| ---------------------------------------------------------------------- | ---------------------------------------------------------------------- | ---------------------------------------------------------------------- | ---------------------------------------------------------------------- | ---------------------------------------------------------------------- | ---------------------------------------------------------------------- | ---------------------------------------------------------------------- | ---------------------------------------------------------------------- |
| 13-2-2002                                                              | Saint-Denis                                                            | Francia                                                                | 2 – 1                                                                  | Romania                                                                | Amichevole                                                             | -                                                                      | 46’                                                                    |
| 27-3-2002                                                              | Costanza                                                               | Romania                                                                | 4 – 1                                                                  | Ucraina                                                                | Amichevole                                                             | -                                                                      | 46’                                                                    |
| 12-10-2002                                                             | Bucarest                                                               | Romania                                                                | 0 – 1                                                                  | Norvegia                                                               | Qual. Euro 2004                                                        | -                                                                      |                                                                        |
| 16-10-2002                                                             | Lussemburgo                                                            | Lussemburgo                                                            | 0 – 7                                                                  | Romania                                                                | Qual. Euro 2004                                                        | -                                                                      |                                                                        |
| 20-11-2002                                                             | Timișoara                                                              | Romania                                                                | 0 – 1                                                                  | Croazia                                                                | Amichevole                                                             | -                                                                      |                                                                        |
| 12-2-2003                                                              | Larnaca                                                                | Romania                                                                | 2 – 1                                                                  | Slovacchia                                                             | Amichevole                                                             | -                                                                      |                                                                        |
| 30-4-2003                                                              | Kaunas                                                                 | Lituania                                                               | 0 – 1                                                                  | Romania                                                                | Amichevole                                                             | -                                                                      | 89’                                                                    |
| 7-6-2003                                                               | Craiova                                                                | Romania                                                                | 2 – 0                                                                  | Bosnia ed Erzegovina                                                   | Qual. Euro 2004                                                        | -                                                                      |                                                                        |
| 11-6-2003                                                              | Oslo                                                                   | Norvegia                                                               | 1 – 1                                                                  | Romania                                                                | Qual. Euro 2004                                                        | -                                                                      |                                                                        |
| 20-8-2003                                                              | Donec'k                                                                | Ucraina                                                                | 0 – 2                                                                  | Romania                                                                | Amichevole                                                             | -                                                                      | 88’                                                                    |
| 6-9-2003                                                               | Ploiești                                                               | Romania                                                                | 4 – 0                                                                  | Lussemburgo                                                            | Qual. Euro 2004                                                        | -                                                                      |                                                                        |
| 10-9-2003                                                              | Copenaghen                                                             | Danimarca                                                              | 2 – 2                                                                  | Romania                                                                | Qual. Euro 2004                                                        | -                                                                      |                                                                        |
| 11-10-2003                                                             | Bucarest                                                               | Romania                                                                | 1 – 1                                                                  | Giappone                                                               | Amichevole                                                             | -                                                                      |                                                                        |
| 16-11-2003                                                             | Ancona                                                                 | Italia                                                                 | 1 – 0                                                                  | Romania                                                                | Amichevole                                                             | -                                                                      |                                                                        |
| 18-2-2004                                                              | Larnaca                                                                | Romania                                                                | 3 – 0                                                                  | Georgia                                                                | Amichevole                                                             | -                                                                      |                                                                        |
| 31-3-2004                                                              | Glasgow                                                                | Scozia                                                                 | 1 – 2                                                                  | Romania                                                                | Amichevole                                                             | -                                                                      |                                                                        |
| 28-4-2004                                                              | Bucarest                                                               | Romania                                                                | 5 – 1                                                                  | Germania                                                               | Amichevole                                                             | 1                                                                      |                                                                        |
| 18-8-2004                                                              | Bucarest                                                               | Romania                                                                | 2 – 1                                                                  | Finlandia                                                              | Qual. Mondiali 2006                                                    | -                                                                      |                                                                        |
| 4-9-2004                                                               | Craiova                                                                | Romania                                                                | 2 – 1                                                                  | Macedonia                                                              | Qual. Mondiali 2006                                                    | -                                                                      |                                                                        |
| 8-9-2004                                                               | Andorra La Vella                                                       | Andorra                                                                | 1 – 5                                                                  | Romania                                                                | Qual. Mondiali 2006                                                    | -                                                                      |                                                                        |
| 9-10-2004                                                              | Praga                                                                  | Rep. Ceca                                                              | 1 – 0                                                                  | Romania                                                                | Qual. Mondiali 2006                                                    | -                                                                      | 23’                                                                    |
| 9-2-2005                                                               | Larnaca                                                                | Romania                                                                | 2 – 2                                                                  | Slovacchia                                                             | Amichevole                                                             | -                                                                      |                                                                        |
| 30-3-2005                                                              | Skopje                                                                 | Macedonia                                                              | 1 – 2                                                                  | Romania                                                                | Qual. Mondiali 2006                                                    | -                                                                      | 46’                                                                    |
| 8-6-2005                                                               | Costanza                                                               | Romania                                                                | 3 – 0                                                                  | Armenia                                                                | Qual. Mondiali 2006                                                    | -                                                                      |                                                                        |
| 17-8-2005                                                              | Costanza                                                               | Romania                                                                | 2 – 0                                                                  | Andorra                                                                | Qual. Mondiali 2006                                                    | -                                                                      | 80’                                                                    |
| 3-9-2005                                                               | Costanza                                                               | Romania                                                                | 2 – 0                                                                  | Rep. Ceca                                                              | Qual. Mondiali 2006                                                    | -                                                                      |                                                                        |
| 8-10-2005                                                              | Helsinki                                                               | Finlandia                                                              | 0 – 1                                                                  | Romania                                                                | Qual. Mondiali 2006                                                    | -                                                                      |                                                                        |
| 12-11-2005                                                             | Le Mans                                                                | Romania                                                                | 1 – 2                                                                  | Costa d'Avorio                                                         | Amichevole                                                             | -                                                                      | 80’                                                                    |
| 16-11-2005                                                             | Bucarest                                                               | Romania                                                                | 3 – 0                                                                  | Nigeria                                                                | Amichevole                                                             | -                                                                      | Cap. 75’                                                               |
| 28-2-2006                                                              | Nicosia                                                                | Romania                                                                | 2 – 0                                                                  | Armenia                                                                | Amichevole                                                             | -                                                                      | 63’                                                                    |
| 1-3-2006                                                               | Larnaca                                                                | Romania                                                                | 2 – 0                                                                  | Slovenia                                                               | Amichevole                                                             | -                                                                      |                                                                        |
| 16-8-2006                                                              | Bucarest                                                               | Romania                                                                | 3 – 1                                                                  | Bielorussia                                                            | Qual. Euro 2008                                                        | -                                                                      | 53’ 74’                                                                |
| 2-9-2006                                                               | Costanza                                                               | Romania                                                                | 2 – 2                                                                  | Bulgaria                                                               | Qual. Euro 2008                                                        | -                                                                      |                                                                        |
| 6-9-2006                                                               | Tirana                                                                 | Albania                                                                | 0 – 2                                                                  | Romania                                                                | Qual. Euro 2008                                                        | -                                                                      |                                                                        |
| 7-10-2006                                                              | Bucarest                                                               | Romania                                                                | 3 – 1                                                                  | Bielorussia                                                            | Qual. Euro 2008                                                        | -                                                                      |                                                                        |
| 15-11-2006                                                             | Cadice                                                                 | Spagna                                                                 | 0 – 1                                                                  | Romania                                                                | Amichevole                                                             | -                                                                      | 89’                                                                    |
| 24-3-2007                                                              | Rotterdam                                                              | Paesi Bassi                                                            | 0 – 0                                                                  | Romania                                                                | Qual. Euro 2008                                                        | -                                                                      | 78’                                                                    |
| 2-6-2007                                                               | Celje                                                                  | Slovenia                                                               | 1 – 2                                                                  | Romania                                                                | Qual. Euro 2008                                                        | -                                                                      |                                                                        |
| 6-6-2007                                                               | Timișoara                                                              | Romania                                                                | 2 – 0                                                                  | Slovenia                                                               | Qual. Euro 2008                                                        | -                                                                      |                                                                        |
| 22-8-2007                                                              | Bucarest                                                               | Romania                                                                | 2 – 0                                                                  | Turchia                                                                | Amichevole                                                             | -                                                                      |                                                                        |
| 8-9-2007                                                               | Minsk                                                                  | Bielorussia                                                            | 1 – 3                                                                  | Romania                                                                | Qual. Euro 2008                                                        | -                                                                      | 61’                                                                    |
| 12-9-2007                                                              | Colonia                                                                | Germania                                                               | 3 – 1                                                                  | Romania                                                                | Amichevole                                                             | -                                                                      | 75’                                                                    |
| 13-10-2007                                                             | Costanza                                                               | Romania                                                                | 1 – 0                                                                  | Paesi Bassi                                                            | Qual. Euro 2008                                                        | -                                                                      |                                                                        |
| 17-10-2007                                                             | Lussemburgo                                                            | Lussemburgo                                                            | 0 – 2                                                                  | Romania                                                                | Qual. Euro 2008                                                        | -                                                                      | 87’                                                                    |
| 17-11-2007                                                             | Sofia                                                                  | Bulgaria                                                               | 1 – 0                                                                  | Romania                                                                | Qual. Euro 2008                                                        | -                                                                      |                                                                        |
| 21-11-2007                                                             | Bucarest                                                               | Romania                                                                | 6 – 1                                                                  | Albania                                                                | Qual. Euro 2008                                                        | -                                                                      |                                                                        |
| 26-3-2008                                                              | Bucarest                                                               | Romania                                                                | 3 – 0                                                                  | Russia                                                                 | Amichevole                                                             | -                                                                      | 87’                                                                    |
| 31-5-2008                                                              | Bucarest                                                               | Romania                                                                | 4 – 0                                                                  | Montenegro                                                             | Amichevole                                                             | -                                                                      | 46’                                                                    |
| 9-6-2008                                                               | Zurigo                                                                 | Romania                                                                | 0 – 0                                                                  | Francia                                                                | Euro 2008 - 1º turno                                                   | -                                                                      |                                                                        |
| 13-6-2008                                                              | Zurigo                                                                 | Italia                                                                 | 1 – 1                                                                  | Romania                                                                | Euro 2008 - 1º turno                                                   | -                                                                      |                                                                        |
| 17-6-2008                                                              | Berna                                                                  | Paesi Bassi                                                            | 2 – 0                                                                  | Romania                                                                | Euro 2008 - 1º turno                                                   | -                                                                      |                                                                        |
| 11-10-2008                                                             | Costanza                                                               | Romania                                                                | 2 – 2                                                                  | Francia                                                                | Qual. Mondiali 2010                                                    | -                                                                      |                                                                        |
| 19-11-2008                                                             | Bucarest                                                               | Romania                                                                | 2 – 1                                                                  | Georgia                                                                | Amichevole                                                             | -                                                                      | 73’                                                                    |
| 11-2-2009                                                              | Bucarest                                                               | Romania                                                                | 2 – 1                                                                  | Croazia                                                                | Amichevole                                                             | -                                                                      | 46’                                                                    |
| 28-3-2009                                                              | Costanza                                                               | Romania                                                                | 2 – 3                                                                  | Serbia                                                                 | Qual. Mondiali 2010                                                    | -                                                                      |                                                                        |
| 1-4-2009                                                               | Klagenfurt                                                             | Austria                                                                | 2 – 1                                                                  | Romania                                                                | Qual. Mondiali 2010                                                    | -                                                                      |                                                                        |
| 6-6-2009                                                               | Marijampolė                                                            | Lituania                                                               | 0 – 1                                                                  | Romania                                                                | Qual. Mondiali 2010                                                    | -                                                                      |                                                                        |
| 5-9-2009                                                               | Saint-Denis                                                            | Francia                                                                | 1 – 1                                                                  | Romania                                                                | Qual. Mondiali 2010                                                    | -                                                                      |                                                                        |
| 9-9-2009                                                               | Bucarest                                                               | Romania                                                                | 1 – 1                                                                  | Austria                                                                | Amichevole                                                             | -                                                                      |                                                                        |
| 10-10-2009                                                             | Belgrado                                                               | Serbia                                                                 | 5 – 0                                                                  | Romania                                                                | Qual. Mondiali 2010                                                    | -                                                                      | 30’                                                                    |
| 14-10-2009                                                             | Piatra Neamț                                                           | Romania                                                                | 3 – 1                                                                  | Fær Øer                                                                | Qual. Mondiali 2010                                                    | -                                                                      |                                                                        |
| 14-11-2009                                                             | Varsavia                                                               | Polonia                                                                | 0 – 1                                                                  | Romania                                                                | Amichevole                                                             | -                                                                      |                                                                        |
| 29-5-2010                                                              | Leopoli                                                                | Ucraina                                                                | 3 – 2                                                                  | Romania                                                                | Amichevole                                                             | -                                                                      |                                                                        |
| 2-6-2010                                                               | Villaco                                                                | Romania                                                                | 0 – 1                                                                  | Macedonia                                                              | Amichevole                                                             | -                                                                      |                                                                        |
| 5-6-2010                                                               | Sankt Veit an der Glan                                                 | Romania                                                                | 3 – 0                                                                  | Honduras                                                               | Amichevole                                                             | -                                                                      | 84’                                                                    |
| 11-8-2010                                                              | Istanbul                                                               | Turchia                                                                | 2 – 0                                                                  | Romania                                                                | Qual. Euro 2012                                                        | -                                                                      |                                                                        |
| 3-9-2010                                                               | Piatra Neamț                                                           | Romania                                                                | 1 – 1                                                                  | Albania                                                                | Qual. Euro 2012                                                        | -                                                                      | 40’                                                                    |
| 7-9-2010                                                               | Minsk                                                                  | Bielorussia                                                            | 0 – 0                                                                  | Romania                                                                | Qual. Euro 2012                                                        | -                                                                      |                                                                        |
| 9-10-2010                                                              | Saint-Denis                                                            | Francia                                                                | 2 – 0                                                                  | Romania                                                                | Qual. Euro 2012                                                        | -                                                                      |                                                                        |
| 17-11-2010                                                             | Klagenfurt                                                             | Romania                                                                | 1 – 1                                                                  | Italia                                                                 | Amichevole                                                             | -                                                                      |                                                                        |
| 8-2-2011                                                               | Paralimni                                                              | Romania                                                                | 2 – 2 dts (4 – 6 dtr)                                                  | Ucraina                                                                | Amichevole                                                             | -                                                                      | Cap.                                                                   |
| 9-2-2011                                                               | Paralimni                                                              | Cipro                                                                  | 1 – 1 dts (5 – 6 dtr)                                                  | Romania                                                                | Amichevole                                                             | -                                                                      | 68’                                                                    |
| 26-3-2011                                                              | Zenica                                                                 | Bosnia ed Erzegovina                                                   | 2 – 1                                                                  | Romania                                                                | Qual. Euro 2012                                                        | -                                                                      |                                                                        |
| 29-3-2011                                                              | Piatra Neamț                                                           | Romania                                                                | 3 – 1                                                                  | Lussemburgo                                                            | Qual. Euro 2012                                                        | -                                                                      |                                                                        |
| 3-6-2011                                                               | Bucarest                                                               | Romania                                                                | 3 – 0                                                                  | Bosnia ed Erzegovina                                                   | Qual. Euro 2012                                                        | -                                                                      |                                                                        |
| 2-9-2011                                                               | Lussemburgo                                                            | Lussemburgo                                                            | 0 – 2                                                                  | Romania                                                                | Qual. Euro 2012                                                        | -                                                                      | Cap.                                                                   |
| 6-9-2011                                                               | Bucarest                                                               | Romania                                                                | 0 – 0                                                                  | Francia                                                                | Qual. Euro 2012                                                        | -                                                                      | Cap.                                                                   |
| 7-10-2011                                                              | Bucarest                                                               | Romania                                                                | 2 – 2                                                                  | Bielorussia                                                            | Qual. Euro 2012                                                        | -                                                                      | Cap. 47’                                                               |
| 11-11-2011                                                             | Liegi                                                                  | Belgio                                                                 | 2 – 1                                                                  | Romania                                                                | Amichevole                                                             | -                                                                      | Cap. 81’                                                               |
| 30-5-2012                                                              | Lucerna                                                                | Svizzera                                                               | 0 – 1                                                                  | Romania                                                                | Amichevole                                                             | -                                                                      | Cap. 80’                                                               |
| 5-6-2012                                                               | Innsbruck                                                              | Austria                                                                | 0 – 0                                                                  | Romania                                                                | Amichevole                                                             | -                                                                      | Cap. 59’                                                               |
| 15-8-2012                                                              | Lubiana                                                                | Slovenia                                                               | 4 – 3                                                                  | Romania                                                                | Amichevole                                                             | -                                                                      | Cap. 80’                                                               |
| 7-9-2012                                                               | Tallinn                                                                | Estonia                                                                | 0 – 2                                                                  | Romania                                                                | Qual. Mondiali 2014                                                    | -                                                                      | Cap.                                                                   |
| 11-9-2012                                                              | Bucarest                                                               | Romania                                                                | 4 – 0                                                                  | Andorra                                                                | Qual. Mondiali 2014                                                    | -                                                                      | Cap.                                                                   |
| 12-10-2012                                                             | Istanbul                                                               | Turchia                                                                | 0 – 1                                                                  | Romania                                                                | Qual. Mondiali 2014                                                    | -                                                                      | Cap.                                                                   |
| 16-10-2012                                                             | Bucarest                                                               | Romania                                                                | 1 – 4                                                                  | Paesi Bassi                                                            | Qual. Mondiali 2014                                                    | -                                                                      | Cap. 82’                                                               |
| 6-2-2013                                                               | Malaga                                                                 | Australia                                                              | 2 – 3                                                                  | Romania                                                                | Amichevole                                                             | -                                                                      | Cap. 46’                                                               |
| 26-3-2013                                                              | Amsterdam                                                              | Paesi Bassi                                                            | 4 – 0                                                                  | Romania                                                                | Qual. Mondiali 2014                                                    | -                                                                      | Cap.                                                                   |
| 4-6-2013                                                               | Bucarest                                                               | Romania                                                                | 4 – 0                                                                  | Trinidad e Tobago                                                      | Amichevole                                                             | -                                                                      | 41’                                                                    |
| 6-9-2013                                                               | Bucarest                                                               | Romania                                                                | 3 – 0                                                                  | Ungheria                                                               | Qual. Mondiali 2014                                                    | -                                                                      |                                                                        |
| 10-9-2013                                                              | Bucarest                                                               | Romania                                                                | 0 – 2                                                                  | Turchia                                                                | Qual. Mondiali 2014                                                    | -                                                                      | 40’                                                                    |
| 15-10-2013                                                             | Bucarest                                                               | Romania                                                                | 2 – 0                                                                  | Estonia                                                                | Qual. Mondiali 2014                                                    | -                                                                      | Cap.                                                                   |
| 15-11-2013                                                             | Il Pireo                                                               | Grecia                                                                 | 3 – 1                                                                  | Romania                                                                | Qual. Mondiali 2014                                                    | -                                                                      | Cap. 90+3’                                                             |
| 19-11-2013                                                             | Bucarest                                                               | Romania                                                                | 1 – 1                                                                  | Grecia                                                                 | Qual. Mondiali 2014                                                    | -                                                                      | 26’                                                                    |
| 5-3-2014                                                               | Bucarest                                                               | Romania                                                                | 0 – 0                                                                  | Argentina                                                              | Amichevole                                                             | -                                                                      |                                                                        |
| 31-5-2014                                                              | Yverdon                                                                | Albania                                                                | 0 – 1                                                                  | Romania                                                                | Amichevole                                                             | 1                                                                      |                                                                        |
| 4-6-2014                                                               | Lancy                                                                  | Algeria                                                                | 2 – 1                                                                  | Romania                                                                | Amichevole                                                             | -                                                                      |                                                                        |
| 7-9-2014                                                               | Atene                                                                  | Grecia                                                                 | 0 – 1                                                                  | Romania                                                                | Qual. Euro 2016                                                        | -                                                                      |                                                                        |
| 11-10-2014                                                             | Bucarest                                                               | Romania                                                                | 1 – 1                                                                  | Ungheria                                                               | Qual. Euro 2016                                                        | -                                                                      | Cap. 90+2’                                                             |
| 14-10-2014                                                             | Helsinki                                                               | Finlandia                                                              | 0 – 2                                                                  | Romania                                                                | Qual. Euro 2016                                                        | -                                                                      | Cap.                                                                   |
| 14-11-2014                                                             | Bucarest                                                               | Romania                                                                | 2 – 0                                                                  | Irlanda del Nord                                                       | Qual. Euro 2016                                                        | -                                                                      | Cap.                                                                   |
| 18-11-2014                                                             | Bucarest                                                               | Romania                                                                | 2 – 0                                                                  | Danimarca                                                              | Amichevole                                                             | -                                                                      | Cap.                                                                   |
| 29-3-2015                                                              | Ploiești                                                               | Romania                                                                | 1 – 0                                                                  | Fær Øer                                                                | Qual. Euro 2016                                                        | -                                                                      | Cap.                                                                   |
| 4-9-2015                                                               | Budapest                                                               | Ungheria                                                               | 0 – 0                                                                  | Romania                                                                | Qual. Euro 2016                                                        | -                                                                      | Cap.                                                                   |
| 7-9-2015                                                               | Bucarest                                                               | Romania                                                                | 0 – 0                                                                  | Grecia                                                                 | Qual. Euro 2016                                                        | -                                                                      | Cap.                                                                   |
| 8-10-2015                                                              | Bucarest                                                               | Romania                                                                | 1 – 1                                                                  | Finlandia                                                              | Qual. Euro 2016                                                        | -                                                                      | Cap.                                                                   |
| 11-10-2015                                                             | Tórshavn                                                               | Fær Øer                                                                | 0 – 3                                                                  | Romania                                                                | Qual. Euro 2016                                                        | -                                                                      | Cap.                                                                   |
| 17-11-2015                                                             | Bologna                                                                | Italia                                                                 | 2 – 2                                                                  | Romania                                                                | Amichevole                                                             | -                                                                      | Cap. 83’                                                               |
| 25-5-2016                                                              | Como                                                                   | RD del Congo                                                           | 1 – 1                                                                  | Romania                                                                | Amichevole                                                             | -                                                                      | 89’                                                                    |
| 29-5-2016                                                              | Torino                                                                 | Romania                                                                | 3 – 4                                                                  | Ucraina                                                                | Amichevole                                                             | -                                                                      | 46’                                                                    |
| 3-6-2016                                                               | Bucarest                                                               | Romania                                                                | 5 – 1                                                                  | Georgia                                                                | Amichevole                                                             | -                                                                      | Cap.                                                                   |
| 10-6-2016                                                              | Saint-Denis                                                            | Francia                                                                | 2 – 1                                                                  | Romania                                                                | Euro 2016 - 1º turno                                                   | -                                                                      | 45’                                                                    |
| 15-6-2016                                                              | Parigi                                                                 | Romania                                                                | 1 – 1                                                                  | Svizzera                                                               | Euro 2016 - 1º turno                                                   | -                                                                      | 56’                                                                    |
| Totale                                                                 |                                                                        | Presenze (4º posto)                                                    | 113                                                                    |                                                                        | Reti                                                                   | 2                                                                      |                                                                        |

## Palmarès

### Competizioni nazionali
- Campionato rumeno: 2

Rapid Bucarest: 1998-1999, 2002-2003
- Coppa di Romania: 1

Rapid Bucarest: 2001-2002
- Supercoppa di Romania: 1

Rapid Bucarest: 2002
- Coppa d'Ucraina: 5

Shakhtar: 2003-2004, 2007-2008, 2010-2011, 2011-2012, 2012-2013
- Campionato ucraino: 7

Shakhtar: 2004-2005, 2005-2006, 2007-2008, 2009-2010, 2010-2011, 2011-2012, 2012-2013
- Supercoppa d'Ucraina: 4

Shakhtar: 2005, 2008, 2010, 2012

### Competizioni internazionali
- Coppa UEFA: 1

Shakhtar: 2008-2009